# Taff's Well
Taff's Well est une ville et une communauté du pays de Galles située dans le comté du Rhondda Cynon Taf.

## Géographie
Taff's Well se situe à l'extrémité sud du comté du Rhondda Cynon Taf, à quelques minutes en train ou en voiture de Cardiff, la capitale du pays de Galles.

## Histoire

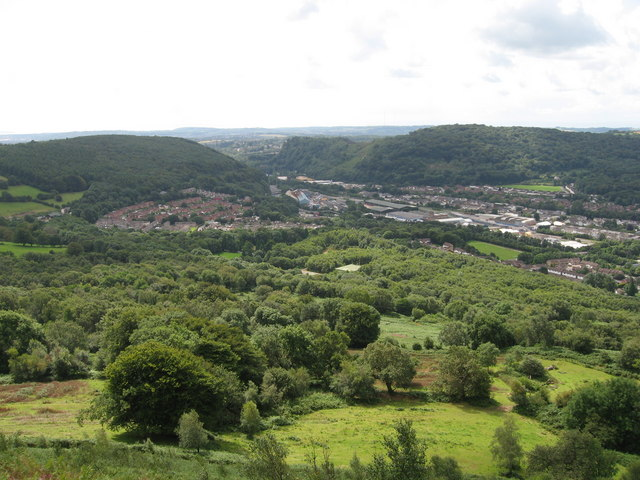
Taff's Well vue depuis le Craig yr Allt.

## Personnalités nées à Taff's Well
- Christopher Monger, scénariste et réalisateur